# Юденич Віктор Іванович
Юденич Віктор Іванович (*31 січня 1880 року, с. Прісно, Чернігівська область — †1948, Київ) — доктор географічних наук, професор Київського університету. Закінчив 1913 року історико-філологічний факультет Київського університету, Вищі педагогічні курси міста Києва. У 1912–1915 роках викладав у Києво-Подільській гімназії. У 1915–1925 роках викладач, з 1924 року професор економічної та фізичної географії в Київському гідромеліоративному технікумі. З 1923 року щорічно брав участь у наукових експедиціях по СРСР з дослідження продуктивних сил (Грузія, Абхазія, Вірменія, Азербайджан, Туркменістан, Таджикистан, Узбекистан, Киргизстан, Казахстан, Урал, Західний Сибір, Забайкалля). У 1924–1932 роках доцент, з 1928 року професор фізичної та економічної географії Київського інституту народної освіти. Здобув вчену ступінь магістра історичних наук, магістерська дисертація «Феофан Прокопович, як сподвижник Петра І» (1914). Докторська дисертація на тему «Розміщення продуктивних сил в Казахській РСР» (1941). У 1930–1953 роках працював професором економічної та фізичної географії в Київському державному педагогічному інституті. У 1931–1944 роках професором економічної географії в Київському технологічному інституті шкіряно-взуттєвої промисловості. Під час Другої світової війни залишився в окупованому німцями місті Києві. З відродженням Київського університету в 1943 році призначений професором і керівником кафедри географії (1943–1948). У 1945–1947 роках декан географічного факультету.

## Основні праці
Автор 150 наукових праць. Під час війни (1944–1945) закінчив 3-томну працю: «Курорти України», «Курорти Криму», «Курорти Північного Закавказзя». Основні праці:
1. Сучасний етап народного господарства у Середній Азії та його перспективи. // Східний Світ, 1929.
2. Десятирічна діяльність Іркутського університету. // Східний Світ, 1929.
3. Східний Сибір та Ангаро-Єнісейська проблема. // Знание, 1935. № 12.
4. Головні проблеми народного господарства Сибіру. // Східний Світ, 1930.